# DualisMusic
DualisMusic（デュアリスミュージック）は、東京都中央区にある音楽事務所。
設立は2011年。
音楽公演の主催やプロデュース、またクラシック音楽家の派遣を行う。